# Verónica
Verónica är en ort i Mexiko.   Den ligger i kommunen Guazapares och delstaten Chihuahua, i den nordvästra delen av landet, 1 300 km nordväst om huvudstaden Mexico City. Verónica ligger 735 meter över havet och antalet invånare är 146.
Terrängen runt Verónica är kuperad norrut, men söderut är den bergig. Runt Verónica är det mycket glesbefolkat, med 2 invånare per kvadratkilometer. Närmaste större samhälle är Hormigueros, 2,2 km väster om Verónica. I omgivningarna runt Verónica växer huvudsakligen savannskog.